# George O. Curme Jr.
George Oliver Curme Jr. (24 décembre 1888 - 28 juillet 1976) est un chimiste industriel américain, travaillant à la synthèse de divers produits chimiques - notamment l'acétylène et l'éthylène glycol - à partir de sous-produits du pétrole.

## Biographie
Né dans l'Iowa, il obtient son doctorat en chimie de l'Université de Chicago (1913), après quoi il passe quelque temps en Allemagne, étudiant avec Fritz Haber. Il retourne aux États-Unis en 1914 et travaille au Mellon Institute, financé par la société Prest-O-Lite, qui est absorbée par Union Carbide en 1917. Il devient vice-président d'Union Carbide chargé de la recherche chimique en 1944. Il est décédé en 1976 à Oak Bluffs, Massachusetts,,,,.
Il reçoit la médaille Chandler en 1933, la médaille Perkin en 1935, la médaille Elliott Cresson en 1936, le Prix Willard-Gibbs en 1944 et la médaille des anciens de l'Université de Chicago en 1954.